# Cañón Davis
El cañón Davis fue el primer cañón sin retroceso verdadero que se desarrolló y entró en servicio. Fue desarrollado por el Comandante Cleland Davis de la Armada de los Estados Unidos en 1910, poco antes de la Primera Guerra Mundial.

## Desarrollo
El diseño de Davis conectaba dos cañones recámara contra recámara, con el cañón que apuntaba hacia atrás cargado con esferas de plomo y grasa que igualaban el peso del obús en el cañón delantero, actuando como contrapeso. Su concepto fue empleado experimentalmnte por británicos y estadounidenses como un arma antizepelín y antisubmarino, siendo montado a bordo de los bombarderos británicos Handley Page O/100 y O/400, el avión de observación Curtiss Twin JN, y los hidrocanoas Curtiss HS-2L y H-16. El desarrollo del cañón cesó con el fin de la Primera Guerra Mundial en noviembre de 1918, pero su sistema de disparo fue copiado en cañones sin retroceso posteriores.  

## Descripción

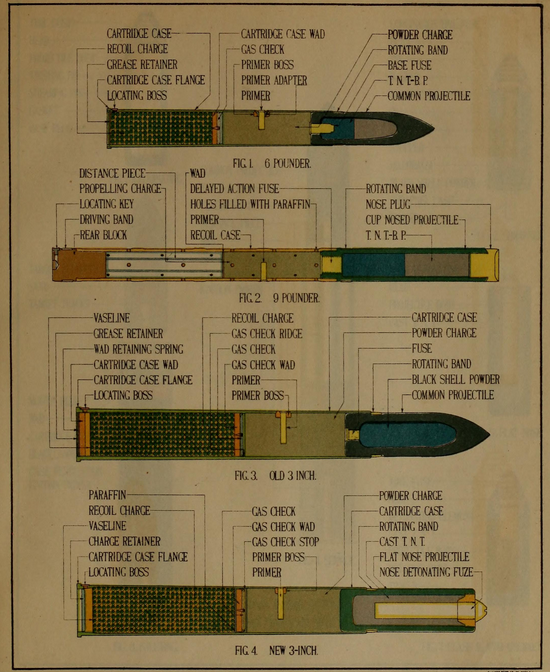
Distintos tipos de munición para el cañón Davis.

El cañón se fabricó en tres tamaños: de 2 libras, de 6 libras y de 12 libras, siendo sus respectivos calibres 40 mm, 62 mm y 76 mm, disparando obuses de 0,91 kg, 2,7 kg y 5,4 kg. El cañón de 76 mm producía una presión de 2.109 kg/cm² cuando era disparado. Usualmente se montaba una ametralladora Lewis encima de la caña del cañón Davis para usarla en telemetría y como armamento secundario del avión.   

## Aviones armados con el cañón Davis
El cañón fue probado a bordo de varios aviones y algunos fueron diseñados para emplearlo:
- Airco DH.4
- Armstrong-Whitworth FK.5 y FK.6 - "caza de escolta" triplano
- Curtiss F5L - hidrocanoa de patrulla empleado por la Armada de los Estados Unidos
- Felixstowe Porte Baby - hidrocanoa de gran tamaño
- Handley Page O/100 - bombardero bimotor al que se le instaló un cañón Davis de 6 libras para ataque a tierra y antisubmarino
- Handley Page O/400 - versión más grande del O/100
- Naval Aircraft Factory N-1 - hidroavión de patrulla diseñado por la Armada de los Estados Unidos, se construyeron cuatro prototipos y se canceló el proyecto[7]
- Short Tipo 184
- Short Tipo 320
- Pemberton-Billing PB.29E
- Supermarine Nighthawk - caza nocturno de largo alcance antizepelín, armado con un cañón Davis de 37 mm, del cual solo se produjeron prototipos
- Robey-Peters Gun-Carrier - armado con dos cañones Davis. Solo se construyó un prototipo para la Real Armada británica.

## Galería

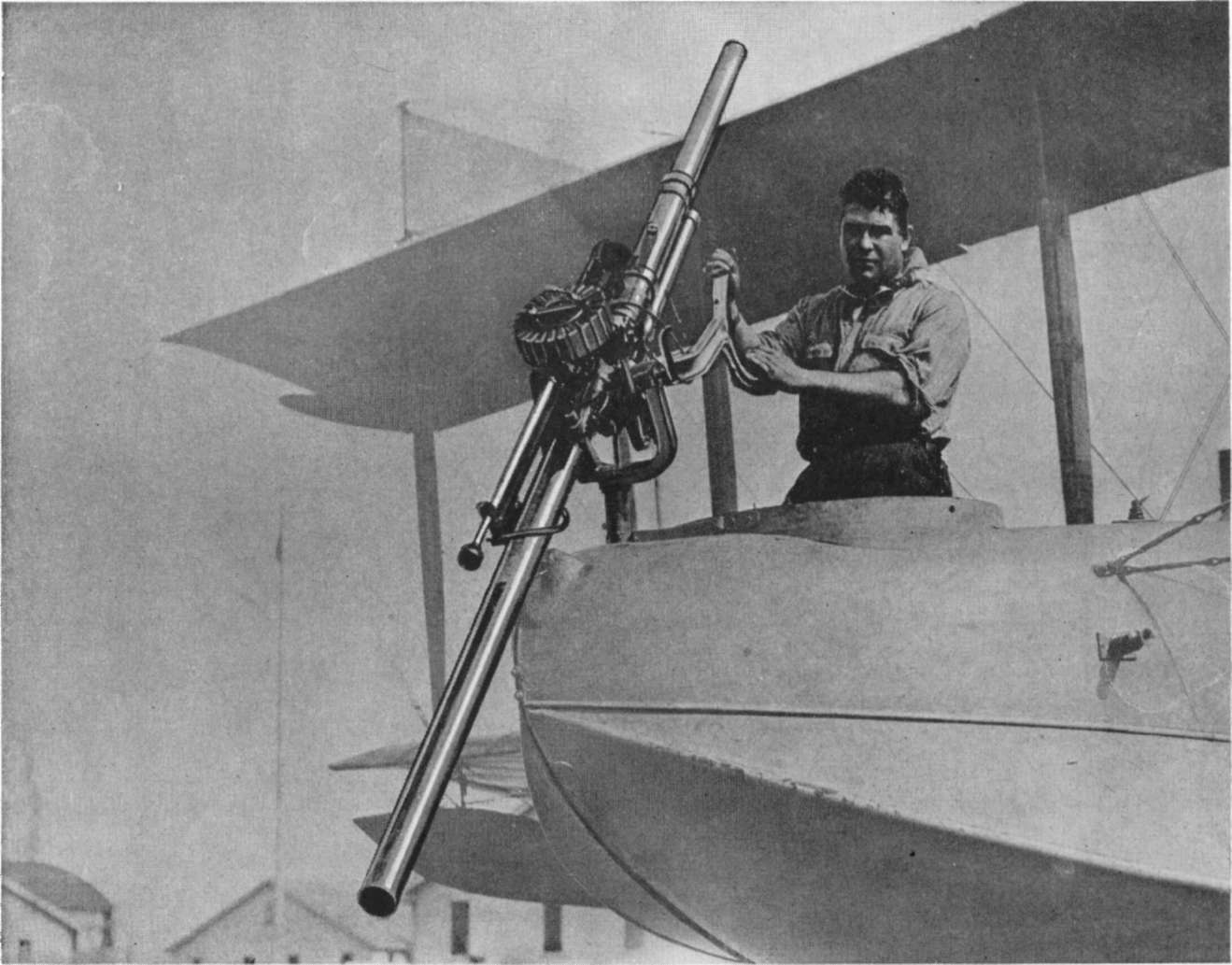
Cañón Davis montado para la lucha antisubmarina en un Curtiss HS. Una ametralladora Lewis está montada encima.
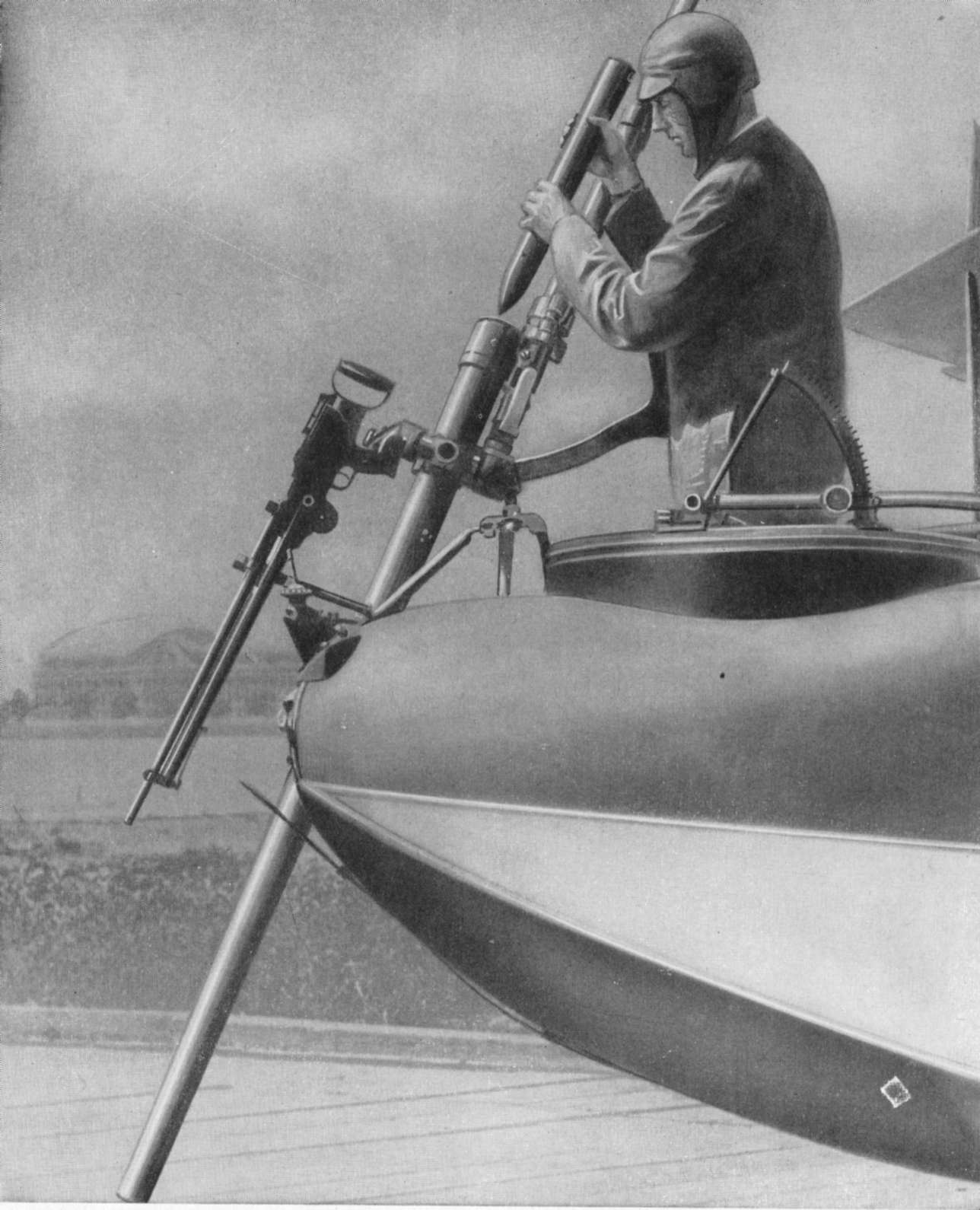
Cargando el cañón.